# Ritu Escocès

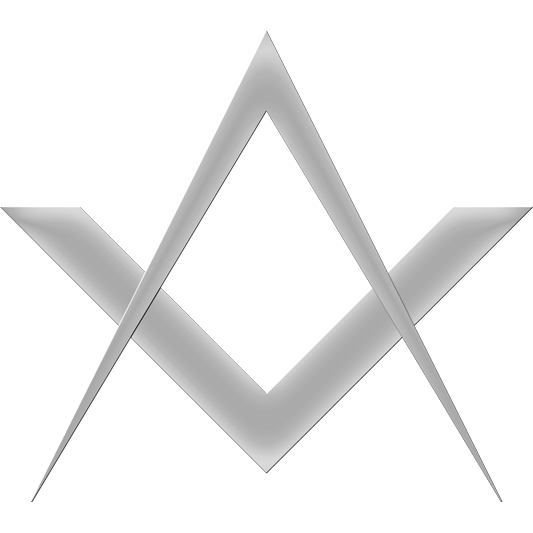
Símbol de la maçoneria

Entre els nombrosos ritus maçònics, alguns porten el nom d'«escocès», en referència als orígens de la francmaçoneria encara que hagin estat històricament creats fora d'aquest país.
Els mots Ritu escocès poden doncs designar:
- el Ritu Escocès Rectificat (RER), fundat el 1782 a França.
- el Ritu Escocès Antic i Acceptat (REAA), fundat el 1801 a Charleston (EUA).
- el Ritu Escocès de 1962, fundat a Bèlgica el 1962.

A França, durant tot el segle xix, l'expressió "Ritu escocès" designava en el llenguatge corrent i amb alguna impropietat el conjunt dels tallers del Suprême Conseil de France (1804), per oposició a aquells del Grand Orient de France (1773) que practicaven molt majoritàriament el Ritu Francès.
Existeix igualment un Ritu Escocès o Ritu Estàndard d'Escòcia, practicat al si del Grand Prieuré des Gaules, del Gran Priorato de Hispania, de la Grande Loge National Française i minoritàriament a la Gran Logia Unida d'Anglaterra. Aquest ritu no és en realitat més que el ritu que practica la Grand Lodge of Scotland als tres primers graus, completat per la Maçonnerie de la Marque. Fora del sistèma pròpiament del Ritu Escocès, però totalment compatible són graus superiors el de l'Arc Reial i pels graus que fan referència a l'Orde del Temple i a l'Orde de Malta.